# Marcus & Martinus
Marcus & Martinus, іноді відомі як M&M — норвезький дует, що складається з братів-близнюків Маркуса та Мартінуса Гуннарсенів. Переможці Melodi Grand Prix Junior 2012, Masked Singer Sverige 2022 та Melodifestivalen 2024. Представники Швеції на Пісенному конкурсі Євробачення 2024.

## Кар'єра

### 2012: Дебют та Melodi Grand Prix Junior
У 2012 році Маркус і Мартінус були учасниками одинадцятого сезону Melodi Grand Prix Junior, який відбувся в Oslo Spektrum в Осло, Норвегія. Вони перемогли на конкурсі з піснею «To dråper vann» (укр. «Дві краплі води»). Пісня посіла восьме місце в норвезькому чарті синглів.

### 2015—2016: АльбомиHeiтаTogether
23 лютого 2015 року Marcus & Martinus випустили свій дебютний студійний альбом Hei, який досяг першого місця в норвезькому чарті альбомів після того, як протримався в чартах протягом 35 тижнів, з яких останні 20 не виходив з першої десятки. До альбому також увійшов сингл «Plystre på deg» (укр. «Свистить на тебе»).

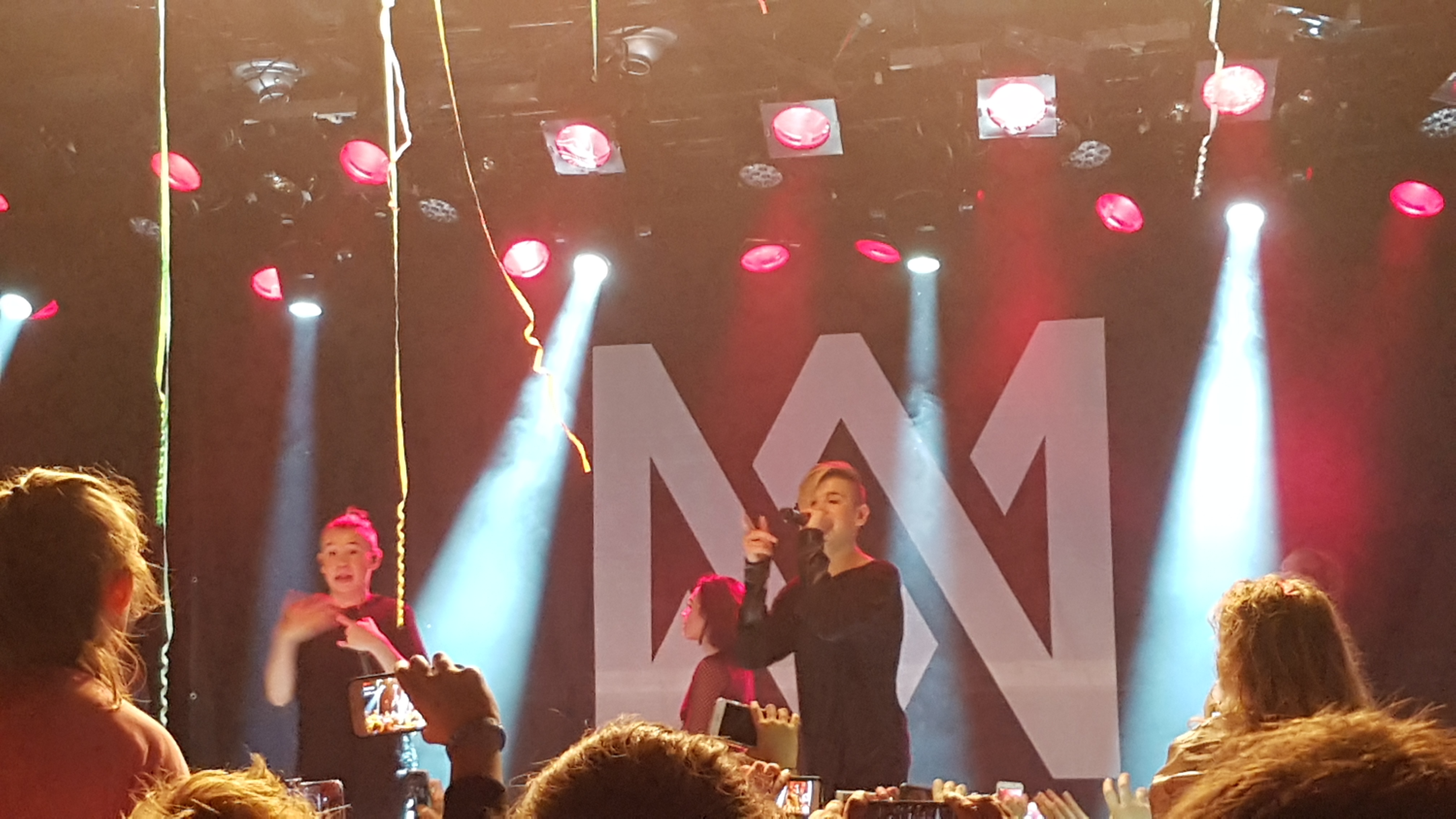
Маркус і Мартінус в Амстердамі, 2017 рік

24 липня 2015 року дует випустив сингл «Elektrisk» (укр. «Електричний») із вокалом Katastrofe. Пісня посіла 3 місце в норвезькому чарті синглів. 25 вересня Маркус і Мартінус разом з Innertier випустили сингл «Ei som deg» (укр. «Така як ти»), що посів 15 місце в норвезькому чарті. 6 листопада вийшла друга версія альбому Hei — Hei (Fan Special) з тими ж піснями та деякими доповненнями, зокрема піснею «Elektrisk».

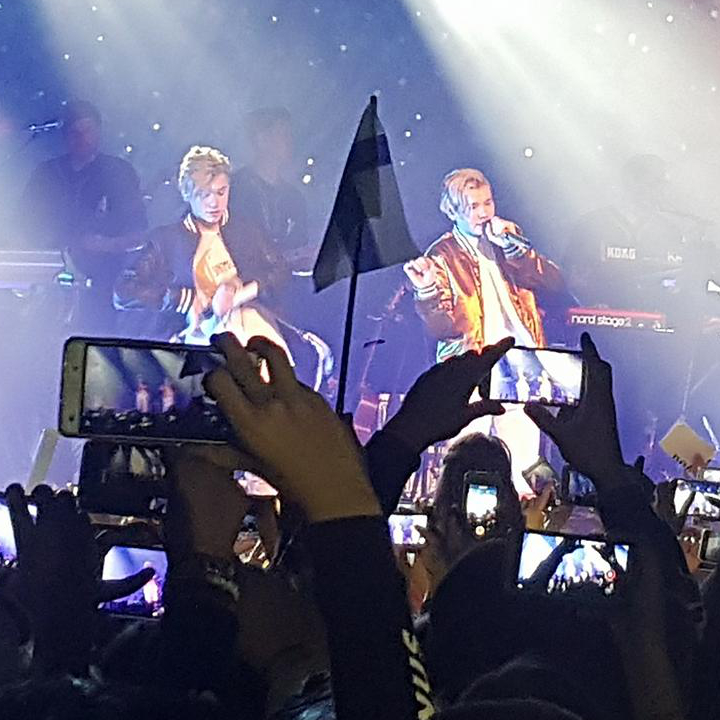
Варшава, 2018 рік

У травні 2016 року дует випустив три сингли. Перший, «Girls» (укр. «Дівчата»), за участю Медкона, дебютував під номером 1 у Норвегії і став другим синглом, який потрапив до топ-100 у Швеції після «Elektrisk». Друга й третя пісні — «Heartbeat» (укр. «Серцебиття») та «I Don't Wanna Fall in Love» (укр. «Я не хочу закохуватися») — вийшли всього через кілька днів після релізу «Girls» і дебютували під номерами 21 і 37 відповідно. Після «Girls» Маркус і Мартінус випустили сингли «Light It Up» (укр. «Запалюй») і «One More Second» (укр. «Ще одна секунда»).
У листопаді 2016 року вийшов перший англомовний альбом дуету під назвою Together. До нього увійшли хіти «Girls», «Heartbeat», «Light It Up» і «One More Second». Через тиждень після релізу Together дебютував під номером 1 у Норвегії та Швеції та під номером 6 у Фінляндії.

### 2017—2021:Moments
13 травня 2017 року Маркус і Мартінус оголосили кількість балів журі від Норвегії на Пісенному конкурсі Євробачення 2017.

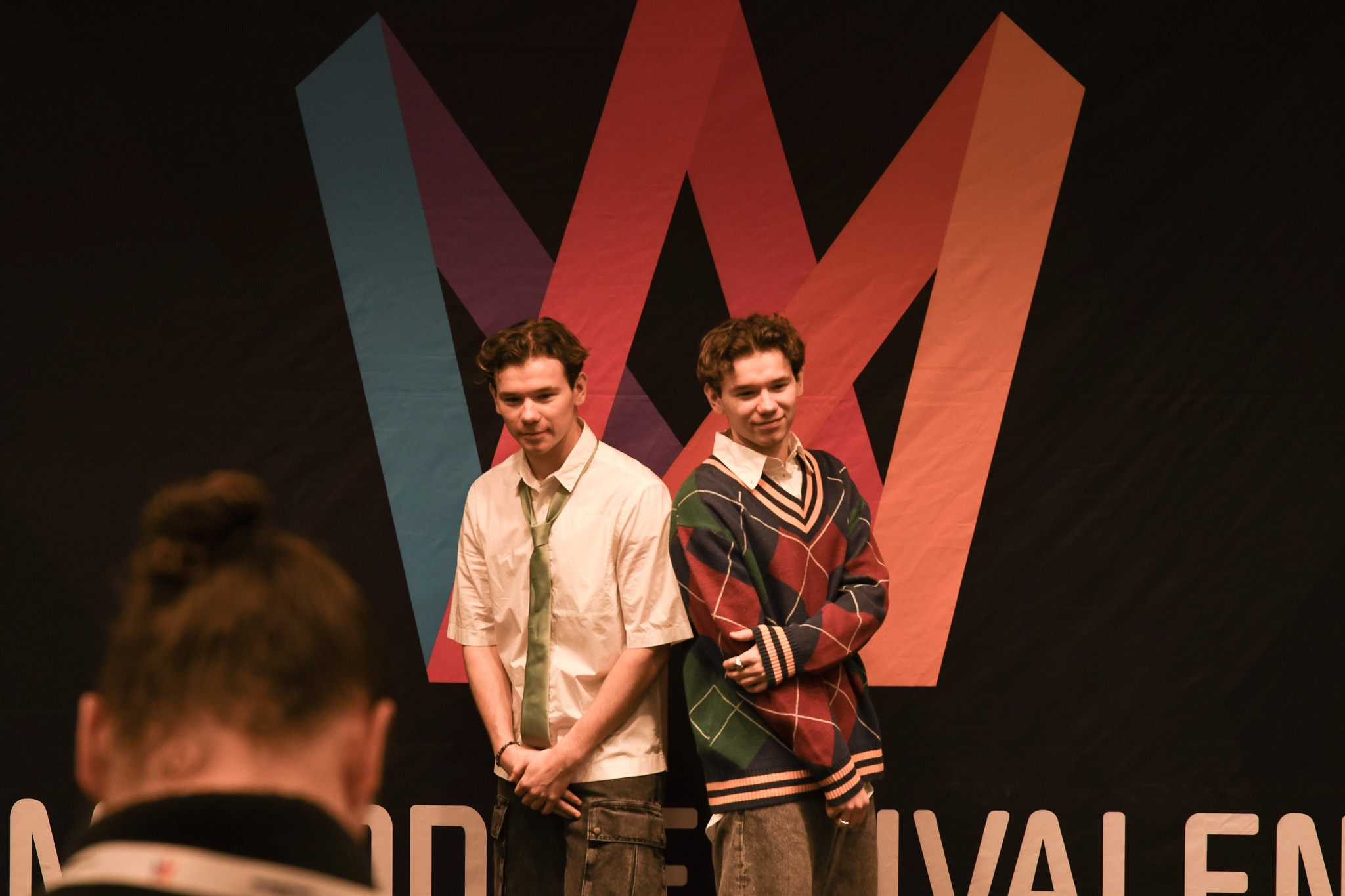
Melodifestivalen 2023

21 травня вони випустили сингл «Like It Like It» (укр. «Подобається Подобається») разом із американським репером Silentó, а 1 липня вийшла пісня «First Kiss» (укр. «Перший поцілунок»).. Того ж місяця, 14 липня, вони виступили на 40-річчі шведської кронпринцеси Вікторії з власною піснею, «On This Day» (укр. «Цього дня»), написаною спеціально для кронпринцеси. Наприкінці липня вийшов сингл «Dance with You» (укр. «Танцюю з тобою»).
15 жовтня 2017 року Marcus & Martinus випустили пісню «Make You Believe in Love» (укр. «Змусили вас повірити в кохання»), що досягла 34-го місця в Норвегії та 47-го у Швеції, а також увійшла до 21 пісні CelebMix молодше 21 року у 2018 році. Протягом листопада 2017 року дует випустив ще два сингли: «One Flight Away» (укр. «На відстані одного польоту») та «Never» (укр. «Ніколи»).
17 листопада 2018 року вийшов третій альбом — Moments.
У 2019 році Маркус і Мартінус випустили EP під назвою Soon. Того ж року вийшов сингл «Invited» (укр. «Запрошені»).

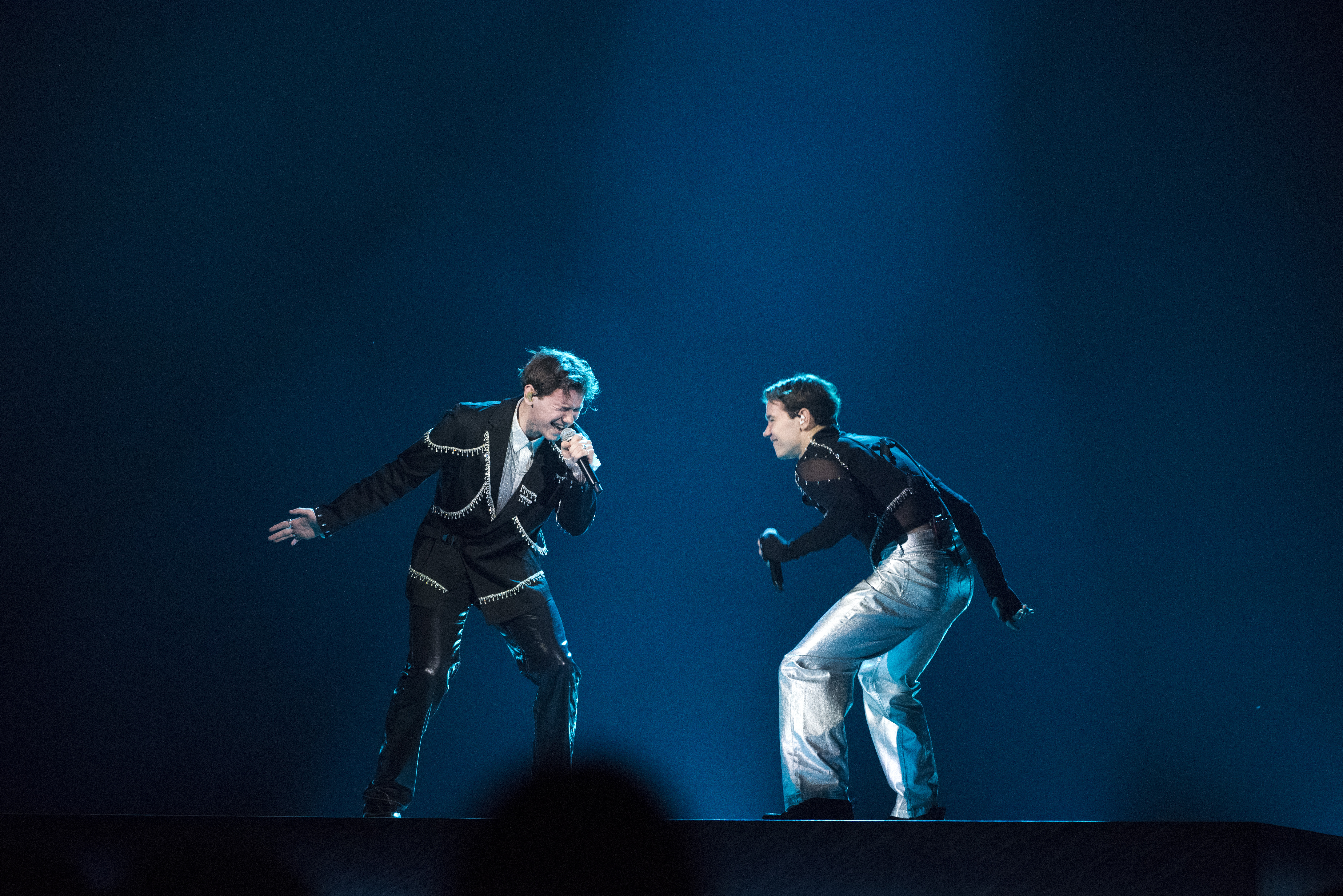
Melodifestivalen 2023

У 2020 році вийшли два сингли — «Love You Less» (укр. «Люблю тебе менше») і «It's Christmas Time» (укр. «Це Різдво»).
У 2021 році дует взяв участь у пісні Стіга Бреннера «Miserabel» (укр. «Жалюгідний»). Крім того, Marcus & Martinus випустили сингл «Belinda», який досяг 20-го місця в норвезькому чарті синглів, у співпраці з латиноамериканською зіркою Алексом Роузом. У листопаді вийшла пісня «Feel» (укр. «Відчуй») у співпраці з Бруно Мартіні.

### 2022—дотепер: The Masked Singer Sweden та Melodifestivalen
Навесні 2022 року Маркус і Мартінус виграли шведську версію Masked Singer, ставши першим дуетом, який розділив перше місце. Крім того, дует випустив свій перший у 2022 році сингл під назвою «When All the Lights Go Out» («укр. Коли згасне все світло»).
У 2023 році вони стали учасниками Melodifestivalen 2023 з піснею «Air» (укр. «Повітря») та здобули друге місце як за результатами голосування журі, так і за голосуванням глядачів та зрештою фінішували на другому місці в загальному заліку, поступившись «Tattoo» Лорін.

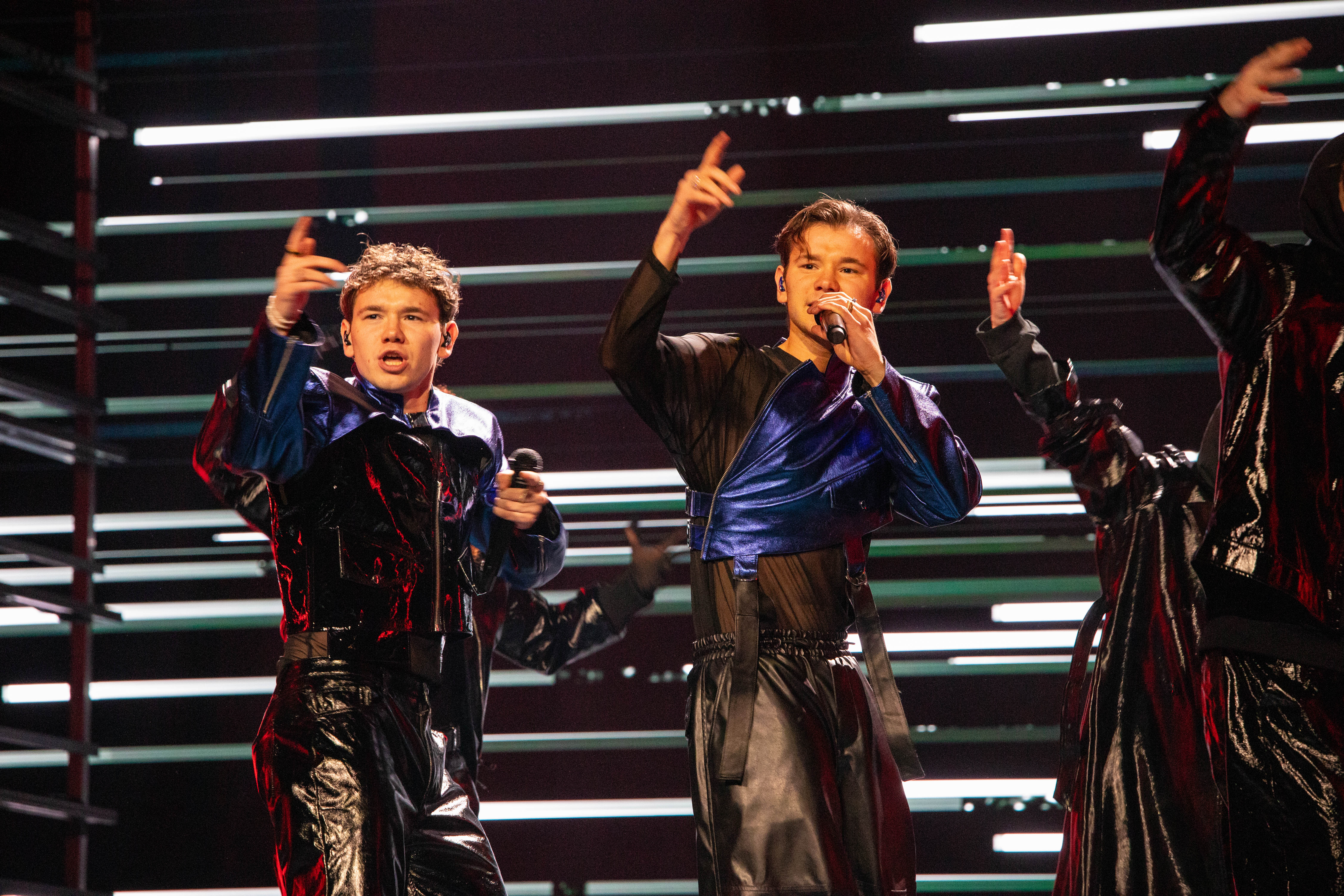
Melodifestivalen 2024

Маркус і Мартінус знову взяли участь у Melodifestivalen у 2024 році з піснею «Unforgettable» (укр. «Незабутня»). 9 березня вони перемогли на Melodifestivalen і представлятимуть Швецію на Пісенному конкурсі Євробачення 2024 у Мальме. Співаки як учасники від країни-господарки виступатимуть одразу у фіналі конкурсу.

## Дискографія
Альбоми
- Hei (2015)
- Together (2016)
- Moments (2017)
- Unforgettable (2024)

Мініальбоми
- Soon (2019)

## Нагороди та номінації
| Рік  | Премія                 | Категорія                                                  | Робота            | Результат | Дж.    |
| ---- | ---------------------- | ---------------------------------------------------------- | ----------------- | --------- | ------ |
| 2016 | Spellemannprisen '15   | Popgruppe (укр. Поп-група)                                 | Hei               | Номінація | [ 25 ] |
| 2016 | Spellemannprisen '15   | Årets Låt (укр. Пісня року)                                | «Elektrisk»       | Номінація |        |
| 2016 | Spellemannprisen '15   | Årets nykommer (укр. Новачок року)                         | Marcus & Martinus | Номінація |        |
| 2017 | Spellemannprisen '16   | Årets Låt (укр. Пісня року)                                | «Girls»           | Номінація |        |
| 2017 | Spellemannprisen '16   | Årets Spellemann (укр. Spellemann року)                    | Marcus & Martinus | Перемога  |        |
| 2017 | NRK Nordland           | Årets Nordlending (укр. Сіверянин року)                    | Marcus & Martinus | Перемога  | [ 26 ] |
| 2017 | Bravo                  | Bravo Otto                                                 | Marcus & Martinus | Перемога  | [ 27 ] |
| 2018 | MAD Video Music Awards | Best International Act (укр. Найкращий міжнародний виступ) | Marcus & Martinus | Перемога  | [ 28 ] |
| 2024 | Rockbjörnen            | Årets grupp (укр. Група року)                              | Marcus & Martinus | Перемога  | [ 29 ] |
| 2024 | Eurovision Awards      | Miss Congeniality                                          | Marcus & Martinus | Номінація | [ 30 ] |
| 2024 | Eurovision Awards      | Choreo Monarch                                             | Marcus & Martinus | Перемога  | [ 30 ] |
| 2024 | Eurovision Awards      | Most Rizz                                                  | Marcus & Martinus | Номінація | [ 30 ] |